# Копиріно
Копи́ріно (рос. Копырино) — присілок у складі Макушинського округу Курганської області, Росія.
Населення — 111 осіб (2010, 205 у 2002).
Національний склад станом на 2002 рік:
- росіяни — 68 %
- казахи — 30 %